# Walden Ainsworth
Walden Lee Ainsworth, ameriški admiral, * 10. november 1886, † 7. avgust 1960.

## Življenjepis
Ainsworth je najbolj znan po položaju poveljnika mornariških enot na Tihem oceanu med drugo svetovno vojno. Bojeval se je v bitkah Kula Gulf, Kolobangra, Nova Kaledonija, Marianski otoki,...